# Crône
Cet article possède un paronyme, voir Croon.
Le Crône est un ruisseau français s'écoulant en Côte-d'Or, dans la région Bourgogne-Franche-Comté ; il est un sous-affluent du Rhône, par la Tille et la Saône.

## Géographie
La longueur de son cours d'eau est de 13,7 km.
Il prend sa source à Lamblin-Haut près de Binges et se jette dans la Tille à Pluvault

## Département, communes et cantons traversés
Dans le seul département de la Côte-d'Or, le Crône traverse 7 communes et 3 cantons :
- Binges (source), Remilly-sur-Tille, Cessey-sur-Tille, Labergement-Foigney, Beire-le-Fort, Longeault, Pluvault (embouchure).

Soit en termes de cantons, le Crône prend sa source sur le canton de Pontailler-sur-Saône, traverse le canton de Dijon-2 et conflue dans le canton de Genlis.

## Affluent
Le Crône n'a pas d'affluent contributeur référencé.

## Toponyme
Le Crône a donné son hydronyme à un hameau de la commune de Remilly-sur-Tille : Vaux-sur-Crône.